# Брејди Хеслип
Брејди Хеслип (енгл. Brady Heslip; Оквил, 19. јун 1990) је канадски кошаркаш. Игра на позицији плејмејкера.

## Каријера
Након дипломирања на универзитету Бејлор 2014. године није изабран на НБА драфту, па је до фебруара 2015. играо развојну НБА лигу за тим Рино бигхорнса, кошаркашку филијалу Сакраменто кингса. У фебруару 2015. потписује уговор до краја текуће сезона са КК Игокеа и тако своју кошаркашку каријеру у Европи почиње кроз регионалну Јадранску кошаркашку лигу. Познат је по одличном шуту. У НБДЛ-у је имао просјек од 24,5 поена по мечу. Тројке је шутирао 44,3 одсто а занимљиво је да је на једној утакмици шутирао 13/20 за три поена и тако креирао рекорд тог такмичења по броју постигнутих тројки на једном мечу. Потиче из кошаркашке породице чији је најпознатији представник ујак Џеј Тријано, некадашњи репрезентативац а потом и селектор Канаде као и шеф струке Торонто репторса. Брејди Хеслип је био репрезентативац канадске кошаркашке репрезентације.

## Први трофеј
Први трофеј по доласку у Европу освојио је Купу БиХ са Игокеом. Финални турнир игран је у организацији КК Спарс у сарајевској "Скендерији". У полуфиналу против Зрињског из Мостара постигао је чак 32 а у финалном мечу у побједи над Широким Бријегом 26 поена. На тај начин као најистакнутији појединац завршнице овог такмичења у великој мјери допринио освајању 3. трофеја у Куп такмичењу за тим из Републике Српске, и свој први трофеј у професионалној каријери.

## Успјеси

### Клупски
- Игокеа:
  - Првенство Босне и Херцеговине (1): 2014/15.
  - Куп Босне и Херцеговине (1): 2015.
- Репторси 905:
  - НБА развојна лига (1): 2016/17.